# Ichneumon homorus
Ichneumon homorus är en stekelart som beskrevs av Heinrich 1961. Ichneumon homorus ingår i släktet Ichneumon och familjen brokparasitsteklar. Inga underarter finns listade i Catalogue of Life.